# Lijst van nummer 1-hits in Oostenrijk in 1965
Deze hits stonden in 1965 op nummer 1 in de Ö3 Austria Top 40, de bekendste hitlijst in Oostenrijk. Deze lijst verscheen destijds maandelijks.
| Datum        | Artiest            | Titel                                |
| ------------ | ------------------ | ------------------------------------ |
| 15 januari   | Freddy             | Vergangen, vergessen, vorüber        |
| 15 februari  | Cliff Richard      | Das ist die Frage aller Fragen       |
| 15 maart     | Freddy             | So ein Tag, so wunderschön wie heute |
| 15 april     | Martin Lauer       | Taxi nach Texas                      |
| 15 mei       | Nini Rosso         | Il silenzio (Abschiedsmelodie)       |
| 15 juni      | Nini Rosso         | Il silenzio (Abschiedsmelodie)       |
| 15 juli      | Nini Rosso         | Il silenzio (Abschiedsmelodie)       |
| 15 augustus  | Wanda Jackson      | Santo Domingo                        |
| 15 september | Mikis Theodorakis  | Zorba's dance                        |
| 15 oktober   | The Rolling Stones | (I can't get no) Satisfaction        |
| 15 november  | The Rolling Stones | (I can't get no) Satisfaction        |
| 15 december  | Shawn Elliott      | Shame and scandal in the family      |